# 18785 Бетсівелш
18785 Бетсівелш (18785 Betsywelsh) — астероїд головного поясу, відкритий 10 травня 1999 року.
Тіссеранів параметр щодо Юпітера — 3,595.